# Yoko Shinozaki
Yoko Shinozaki (en japonès 篠崎 洋子 Shinozaki Yōko; Saitama, 29 de gener de 1945) va ser una jugadora de voleibol japonesa que va competir durant la dècada de 1960.
El 1964 va prendre part en els Jocs Olímpics de Tòquio, on guanyà la medalla d'or en la competició de voleibol. En el seu palmarès també destaquen dues victòries al Campionat del Món de voleibol, el 1962 i 1967.